# 羅德斯三角
《羅德斯三角》（英語：Triangle at Rhodes）是一部阿嘉莎·克莉絲蒂所寫的推理短篇小說，1936年發表於《岸邊雜誌》上。1937年收錄於短篇小說集《巴石立花園街謀殺案》中出版。

## 故事簡介
偵探赫丘勒·白羅在羅德島上度假，島上的其他遊客還有戈爾德夫妻、錢特里夫妻、帕梅拉·萊爾、薩拉·布萊克和巴斯將軍。表面上看起來戈爾德先生和錢特里夫人的關係曖昧，錢特里中校一度與戈爾德先生發生衝突。戈爾德夫人來向白羅求助，指其丈夫完全被錢特里夫人迷住，白羅則警告戈爾德夫人要趁早離開這個島。
一段日子過後，錢特里夫人在喝下一杯經由戈爾德先生之手的杜松子酒後中毒身亡，錢特里中校指控戈爾德先生是兇手，於是戈爾德先生遭到警方逮捕。不過白羅卻指證錢特里中校在酒中下毒毒死他妻子，並指出戈爾德先生被錢特里夫人迷住的現象其實是錢特里中校和戈爾德夫人一手製造的假象，此二人實為情侶，計畫除掉各自的配偶後結婚。

## 人物
- 赫丘勒·白羅，比利時裔偵探
- 帕梅拉·萊爾
- 道格拉斯·戈爾德
- 馬喬莉·戈爾德，道格拉斯·戈爾德之妻
- 托尼·錢特里，海軍中校
- 瓦倫婷·錢特里，托尼·錢特里之妻
- 薩拉·布萊克，帕梅拉的密友
- 巴斯將軍

## 創作背景
在《羅德斯三角》之後，克莉絲蒂將其改寫發展為長篇小說《豔陽下的謀殺案》（1941年出版），兩部作品的主題有近似之處，都是敘述非讀者所預料中的三角關係。

## 改編作品
1989年，被改編為電視劇《大偵探白羅》第一季的其中一集。